# پایدار کننده فریت
علاوه بر فولادهای با کربن کم که کاربرد وسیعی دارند، فولادهای آلیاژی بسیاری نیز وجود دارند. در این فولادها، با کمک عناصر آلیاژی مثل کروم یا تیتانیم، فازهای موجود در نمودار فازی آهن-کربن بسته به کاربرد مورد نظر پایدار می‌شوند.   

## فریت
آهن خالص در اثر حرارت دو تغییر در ساختار کریستالی را قبل از ذوب شدن تجربه می‌کند. فاز فریت، آهن با ساختار کریستالی مکعبی مرکز پر (BCC) است که در نمودار فازی آهن-کربن مشاهده می‌شود و اصطلاحا آهن آلفا (𝛼-iron) نام دارد. این ساختار در دمای اتاق موجود است. ساختار BCC آهن با رسیدن به دمای  912 درجه سلسیوس به ساختار مکعبی وجوه پر (FCC) تبدیل می‌شود و تا دمای 1394 درجه سلسیوس پایدار باقی می‌ماند. (فاز آستنیت در نمودار فازی آهن-کربن) این ساختار را اصطلاحا آهن گاما (𝛾-iron) می‌نامند. پس از گذشتن از دمای 1394 درجه، آهن گاما به فاز آهن دلتا (𝛿-ferrite) که دارای ساختار BCC می‌باشد، برمی‌گردد.

نمودار فازی آهن-کربن

## شرایط غیر تعادلی
تفسیر نمودار فازی آهن-کربن در شرایط تعادل نیمه پایدار ترمودینامیکی میسر است. یعنی در این نمودار، برای توضیح استحاله‌ها زمان بی‌نهایت فرض شده و فازها فرصت کافی برای برقراری تعادل در هر دمایی را دارند. این در حالی است که در واقعیت چنین شرایطی برقرار نیست و سرعت کاهش دما بیشتر است. به علت سرعت کاهش دما، تعادل برقرار نخواهد شد. این عدم تعادل باعث می‌شود تا استحاله‌ها در دماهایی به جز دماهای پیش‌بینی شده بر اساس خطوط دیاگرام فازی هم رخ بدهند. علاوه بر آن حضور فازهای نامتعادل که در نمودار دیده نمی‌شوند، در دمای اتاق هم از دیگر نتایج شرایط غیر تعادلی است.
افزودن عناصر آلیاژی هم این شرایط تعادلی را دستخوش تغییر کرده و حضور فازهایی از آلیاژها را در دمای اتاق ممکن می‌کند؛ در حالی که این امکان بر اساس نمودار فازی قابل توضیح نیست. 

## عناصر آلیاژی
عناصر آلیاژی، فلز یا نافلزاتی هستند که به منظور بهبود ویژگی‌های مکانیکی و شیمیایی به یک عنصر پایه افزوده می‌شوند تا آلیاژ جدیدی ساخته شود. هر عنصر آلیاژی بر روی محدوده‌ای از خواص تاثیر می‌گذارد. در مطالعه‌ی نمودارهای فازی، تاثیر عناصر آلیاژی بر محدوده‌ی فازها در نمودار فازی خواهد بود. به این شکل که با افزایش محدوده‌ی هر فاز، آن فاز پایدارتر می‌شود. به عنوان مثال کربن یک پایدارکننده قوی آستنیت است که استحکام کششی فولاد را از طریق افزایش درصد کاربیدها، افزایش می‌دهد.
مطابق شکل زیر، عناصر منگنز و نیکل هم دمای یوتکتوئید را کاهش می‌دهند. یعنی منطقه‌ی گاما را افزایش می‌دهند. بنابراین پایدارکننده‌ی فاز گاما (گاما ژن) هستند.  

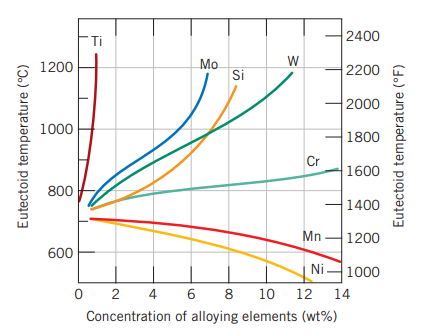
نمودار تغییرات دمای یوتکتوئید بر حسب درصد عناصر آلیاژی موجود؛ برگرفته از کتاب اصول و علم مهندسی مواد، اثر ویلیام دی کلیستر، چاپ دهم

در تصویر بالا مشاهده می‌شود که افزایش غلظت عناصر تیتانیم، مولیبدن، سیلیسیم، تنگستن و کروم در آلیاژ، دمای یوتکتوئید را افزایش می‌دهد. این به معنی پایدار کردن فاز فریت و کاهش محدوده آستنیت است. به این عناصر، آلفا ژن به معنی پایدار کننده‌ی آلفا گفته می‌شود.

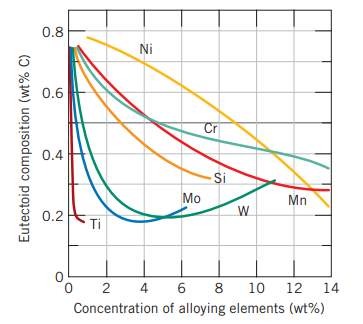
نمودار تغییرات غلظت یوتکتوئید بر حسب غلظت عناصر آلیاژی موجود؛ برگرفته از کتاب اصول و علم مهندسی مواد، اثر ویلیام دی کلیستر، چاپ دهم

در نمودار بالا مشاهده می‌شود که افزودن عناصر نیکل، منگنز، سیلیسیم، کروم و تیتانیم باعث کاهش غلظت کربن مورد نیاز در نقطه‌ی یوتکتوئید می‌شود. یعنی این نقطه را در نمودار فازی آهن-کربن به سمت چپ نمودار نزدیک می‌کند. از طرفی مولیبدن و تنگستن به ترتیب تا غلطت‌های حدود 3 و 5 درصد در آلیاژ، غلظت کربن نقطه‌ی یوتکتوئید را کاهش می‌دهند. 
در این نمودار و نمودار قبلی، می‌توان دید که منگنز و نیکل نقطه‌ی  یوتکتوئید را به سمت چپ و پایین نمودار فازی آهن-کربن منتقل می‌کنند؛ در حالی که سایر عناصر (با در نظر گرفتن مولیبدن و تنگستن تا غلظت 3 و  5 درصد) نقطه‌ی یوتکتوئید را به سمت چپ و بالای نمودار فازی آهن-کربن منتقل می‌کنند. این برای منگنز و نیکل به معنای افزایش منطقه آستنیت و برای باقی عناصر به معنی کاهش منطقه آستنیت است.  
بنابراین عناصری مثل تنگستن، تیتانیم، وانادیم و کروم، فریت موجود در استحاله‌ی کربن و آهن را پایدار می‌کنند. این عناصر محدوده‌ی فریت در نمودار فازی آهن کربن را نسبت به رنج دمایی گسترش می‌دهند و محدوده‌ی آستنیت را کاهش می‌دهند.    

## تغییر شکل نمودار فازی آهن-کربن بعد از افزودن عناصر آلیاژی

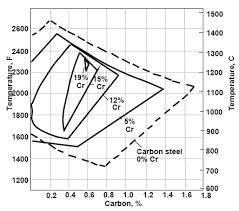
تاثیر درصد کروم در آلیاژ بر پایداری فریت، برگرفته از سایت online.tugraz.at

شکل نمودار فازی آهن-کربن برای فولادهای آلیاژی بعد از افزودن عناصر آلیاژی تغییر می‌کند. اگر عنصری که اضافه می‌شود، پایدار کننده‌ی فریت باشد، ناحیه‌ی آستنیت کوچک می‌شود و اگر پایدار کننده‌ی آستنیت باشد، ناحیه‌ی آستنیت بزرگتر می‌شود.
در شکل رو به رو اثر درصد کروم موجود در آلیاژ بر میزان پایداری آستنیت مشاهده می‌شود. می‌بینیم که با افزایش غلظت کروم، محدوده‌ی فاز آستنیت  کوچکتر می‌شود؛ چون کروم آلفا ژن است. 

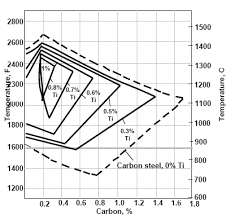
تاثیر درصد تیتانیم در آلیاژ بر پایداری فریت، برگرفته از سایت online.tugraz.at

در  تصویر رو به رو نیز تاثیر غلظت تیتانیم بر شکل فاز آستنیت قابل مشاهده است. همانطور که مشخص  است، تیتانیم یک پایدارکننده‌ی قوی برای فریت به شمار می‌رود. به گونه‌ای که با حضور حدود یک درصد تیتانیم، فاز گاما می‌تواند از بین برود. 